# Iwaki FC
Der Iwaki Football Club (jap. いわきFC, Iwaki FC) ist ein japanischer Fußballverein aus Iwaki in der Präfektur Fukushima. Der Verein spielt seit 2023 in der zweiten japanischen Liga, der J2 League.

## Erfolge
- J3 League: 1. Platz: 2022  ▲
- Japan Football League:  1. Platz: 2021  ▲
- All Japan Regional Promotion Series 1. Platz: 2019
- Tohoku Soccer League Division 1 1. Platz: 2019  ▲
- Tohoku Soccer League (Division 2 South) 1. Platz: 2018
- Fukushima Prefectural Football League (Division 1) 1. Platz: 2017
- Fukushima Prefectural Football League (Division 2) 1. Platz: 2016
- Fukushima Prefectural Football League (Division 3) 1. Platz: 2015
- Fukushima Prefectural Football League (Division 3, West) 2. Platz: 2013

## Stadion
Der Verein trägt seine Heimspiele im Hawaiians Stadium Iwaki (jap. ハワイアンズスタジアムいわき) in Iwaki in der Präfektur Fukushima aus. Das Stadion, das Eigentum der Stadt Iwaki ist, hat ein Fassungsvermögen von 5000 Zuschauern.

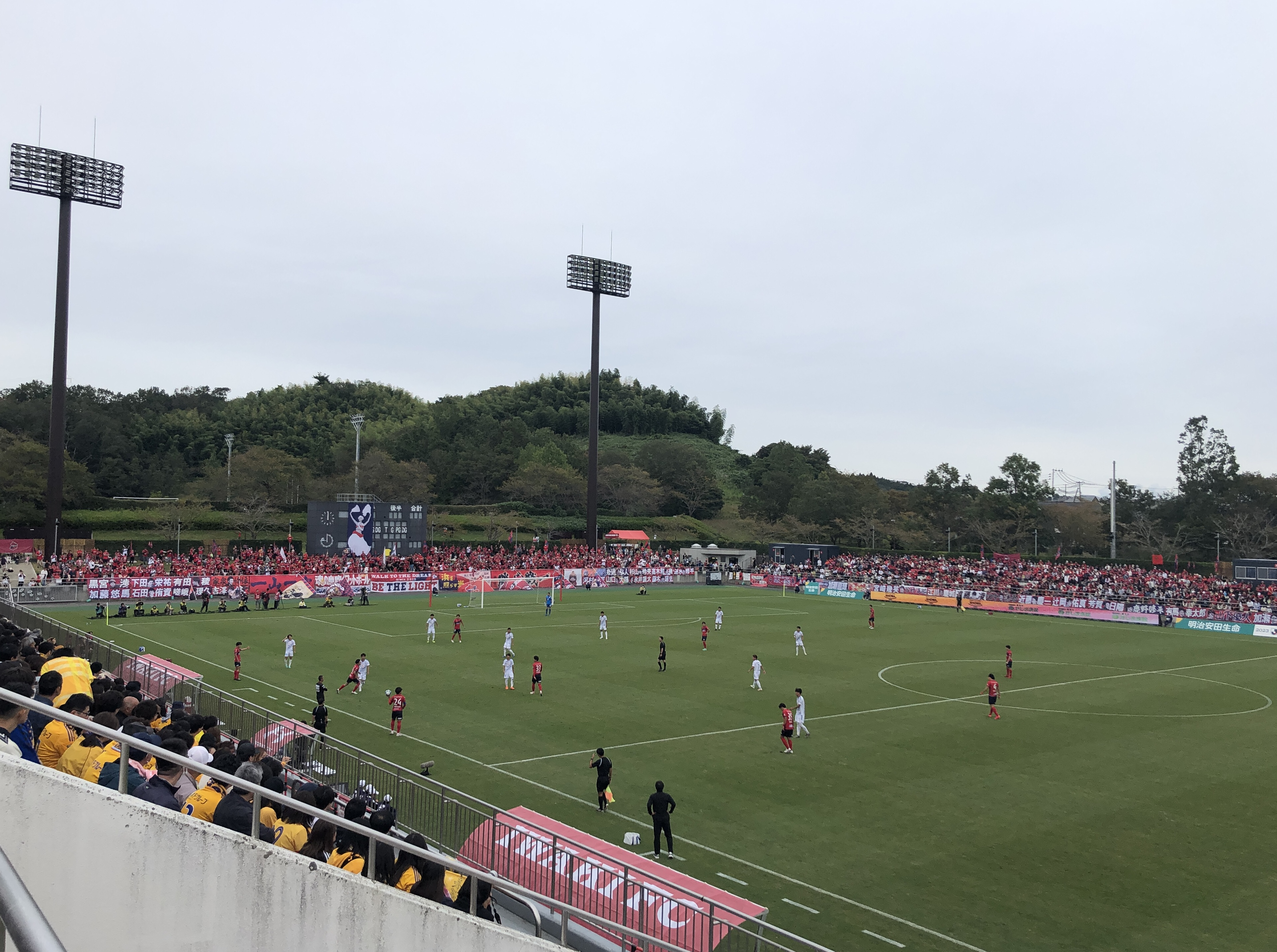
Hawaiians Stadium Iwaki

Koordinaten: 37° 1′ 2,6″ N, 140° 51′ 51,7″ O

## Spieler
Stand: April 2025
| Nr. |       | Position | Name              |
| --- | ----- | -------- | ----------------- |
| 1   | Japan | TW       | Yuki Hayasaka     |
| 2   | Japan | AB       | Yūsuke Ishida     |
| 3   | Japan | AB       | Ryō Endō          |
| 4   | Japan | AB       | Kazuki Dōhana     |
| 5   | Japan | AB       | Haruki Shirai     |
| 6   | Japan | MF       | Kanta Sakagishi   |
| 7   | Japan | MF       | Nelson Ishiwatari |
| 8   | Japan | MF       | Sōsuke Shibata    |
| 10  | Japan | ST       | Kaina Tanimura    |
| 11  | Japan | ST       | Keita Buwanika    |
| 13  | Japan | MF       | Haruto Murakami   |
| 14  | Japan | MF       | Daiki Yamaguchi   |
| 15  | Japan | MF       | Naoki Kase        |
| 16  | Japan | ST       | Taisei Kato       |
| 17  | Japan | AB       | Yūto Yamada       |

| Nr. |           | Position | Name             |
| --- | --------- | -------- | ---------------- |
| 18  | Japan     | ST       | Keita Shirawachi |
| 19  | Japan     | MF       | Yusuke Onishi    |
| 20  | Japan     | MF       | Yuma Kato        |
| 21  | Japan     | TW       | Ryota Matsumoto  |
| 22  | Japan     | AB       | Jin Ikoma        |
| 24  | Japan     | MF       | Yuto Yamashita   |
| 25  | Japan     | MF       | Fumiya Unoki     |
| 26  | Japan     | ST       | Iori Sakamoto    |
| 30  | Japan     | MF       | Shota Kofie      |
| 32  | Japan     | AB       | Sena Igarashi    |
| 33  | Korea Sud | AB       | Hyun Woo-been    |
| 34  | Japan     | MF       | Ruon Hisanaga    |
| 37  | Japan     | AB       | Rintaro Yamauchi |
| 38  | Japan     | ST       | Naoki Kumata     |
| 39  | Korea Sud | TW       | Joo Hyun-jin     |

## Trainerchronik
Stand: Oktober 2023
| Trainer         | Nation      | von             | bis               |
| --------------- | ----------- | --------------- | ----------------- |
| Pieter Huistra  | Niederlande | 13. Januar 2016 | 31. Dezember 2016 |
| Yūzō Tamura     | Japan       | 1. Februar 2017 | 31. Januar 2021   |
| Hiromasa Suguri | Japan       | 1. Februar 2022 | 14. Juni 2023     |
| Yūzō Tamura     | Japan       | 15. Juni 2023   | heute             |

## Saisonplatzierung
| Saison | Liga      | Teams | Pos. | Zuschauer | J. League Cup      | Kaiserpokal         |
| ------ | --------- | ----- | ---- | --------- | ------------------ | ------------------- |
| 2013   | FFL3 West | 5     | 2.   |           | -                  | -                   |
| 2014   | FFL3 West | 5     | 3.   |           | -                  | -                   |
| 2015   | FFL3 Ost  | 5     | 1. ▲ |           | -                  | -                   |
| 2016   | FFL2      | 6     | 1. ▲ |           | -                  | -                   |
| 2017   | FFL1      | 6     | 1. ▲ |           | -                  | 2. Runde            |
| 2018   | TSL2 Süd  | 10    | 1. ▲ |           | -                  | 1. Runde            |
| 2019   | TSL1      | 10    | 1. ▲ |           | -                  | 1. Runde            |
| 2020   | JFL       | 16    | 7.   |           | -                  | 2. Runde            |
| 2021   | JFL       | 17    | 1. ▲ |           | -                  | 1. Runde            |
| 2022   | J3        | 18    | 1. ▲ | 2.174     | -                  | Qualifikationsrunde |
| 2023   | J2        | 22    | 18.  | 3.491     | -                  | 2. Runde            |
| 2024   | J2        | 20    | 9.   | 4.290     | 1. Runde (Runde 2) | 3. Runde            |
| 2025   | J2        | 20    |      |           |                    |                     |

JFL: Japan Football League (4. Ligaebene)
TSLx: Tōhoku Soccer League Division x (5./6. Ligaebene)
FFLx: Fukushima Prefectural Football League Division x (7.-9. Ligaebene)